# 偪阳故城
偪阳故城位于山东省枣庄市台儿庄区侯塘村，是周代诸侯国偪阳国封地遗址。城址南北向，呈长方形，现存城墙周长约3386米，勘探发现6座城门，其中南、北墙各1座，东、西墙各2座。1992年考古发掘，后多次勘探。2006年被列为第六批全国重点文物保护单位。